# باشگاه فوتبال مولده
باشگاه فوتبال مولده (به نروژی: Molde Fotballklubb) باشگاهی در شهر مولده، نروژ است.
این باشگاه در سال ۱۹۱۱ میلادی تأسیس شده‌است.

## افتخارات
- لیگ برتر فوتبال نروژ

 قهرمان (۴): ۲۰۱۱، ۲۰۱۲، ۲۰۱۴، ۲۰۱۹
 نایب قهرمان (۱۰): ۱۹۷۴، ۱۹۸۷، ۱۹۹۵، ۱۹۹۸، ۱۹۹۹، ۲۰۰۲، ۲۰۰۹، ۲۰۱۷، ۲۰۱۸، ۲۰۲۰
 سوم (۳): ۱۹۷۷، ۱۹۸۸، ۱۹۹۰
- جام حذفی فوتبال نروژ

 قهرمان (۲): ۱۹۹۴، ۲۰۰۵
 نایب قهرمان (۳): ۱۹۸۲، ۱۹۸۹، ۲۰۰۹

## عملکرد در اروپا
در زیر لیستی از آمارهای تاریخ بازیهای مولده در چهار تورنمنت یوفا که باشگاه مولده در آن شرکت کرده‌است و مجموع کل آنها در این لیست ذکر شده‌است را مشاهده می‌کنید. این لیست شامل مسابقات مقدماتی است.
تا ۳۱ تیر ۱۴۰۰
| تورنمنت               | بازی | برد | مساوی | باخت | گل زده | گل خورده | تفاضل گل | ٪برد |
| --------------------- | ---- | --- | ----- | ---- | ------ | -------- | -------- | ---- |
| لیگ قهرمانان اروپا    | ۲۷   | ۸   | ۱۱    | ۸    | ۳۹     | ۳۰       | ۹+       | ۰۳۰  |
| لیگ اروپا             | ۷۶   | ۲۹  | ۱۸    | ۲۹   | ۱۰۵    | ۹۸       | ۷+       | ۰۳۸  |
| لیگ کنفرانس اروپا     | ۱    | ۱   | ۰     | ۰    | ۳      | ۰        | ۳+       | ۱۰۰  |
| جام برندگان جام اروپا | ۴    | ۱   | ۱     | ۲    | ۵      | ۸        | ۳−       | ۰۲۵  |
| کل                    | ۱۰۸  | ۳۹  | ۳۰    | ۳۹   | ۱۵۲    | ۱۳۶      | ۱۶+      | ۰۳۶  |